# Textes mathématiques de Suse
Textes mathématiques de Suse (en abrégé, TMS) est un recueil de textes mathématiques écrits en cunéiforme, découverts en 1933 à Suse en Iran, et publié en 1961 par Marguerite Rutten et Evert Marie Bruins.
Les textes publiés dans cet ouvrage sont référencés sous les initiales TMS suivies de leur numéro d'apparition en chiffres romains. Ainsi TMS XIV désigne le quatorzième texte cité.